# Noorderleede Oever
De Noorderleede Oever is een park in Almere. Het smalle en langgerekte park ligt tussen de Hogering en de Noorderplassen. 
Om het uitzicht vanaf de Hogering op de plassen te behouden is er een moerasachtige oever met lage begroeiing. De uitkijkheuvels aan weerszijden van de parkstrook bieden uitzicht over de plassen. Door het park en rond de heuvels loopt een slingerend wandelpad. Ook is er een doorgaande fietsroute door het park. De grasvelden in het park worden af en toe begraasd.
Beatrixpark ·
Beginbos ·
Bos der Onverzettelijken ·
Cascadepark ·
Den Uylpark ·
Ebenezer Howardpark ·
Hannie Schaftpark ·
Homeruspark ·
Stadslandgoed de Kemphaan ·
Kromslootpark ·
Lage Vaartoever ·
Laterna Magikapark ·
Leeghwaterplas ·
Lumièrepark ·
Meridiaanpark ·
Muzenpark ·
Noorderleede Oever ·
Oostelijke Groene Wig ·
Overgooische Zoom ·
Polderpark ·
Vroege Vogelbos ·
Westelijke Groene Wig